# سوغوت‌لو (چوکوروا)
سوغوت‌لو (به ترکی استانبولی: Söğütlü) یک منطقهٔ مسکونی در ترکیه است که در چوکوروا (آدانا) واقع شده‌است.